# Coupe du monde de BMX 2025
Navigation
2024 2026
La 23e édition de la Coupe du monde de BMX (racing) a lieu du 14 juin au 21 septembre 2025.

## Programme
Cette année, six manches sont organisées dans trois villes.
| #  | Date                    | Lieu                |
| -- | ----------------------- | ------------------- |
| 01 | 14 et 15 juin 2025      | Sarrians            |
| 02 | 21 et 22 juin 2025      | Papendal            |
| 03 | 20 et 21 septembre 2025 | Santiago del Estero |

## Hommes élites

### Résultats
| #  | Lieu                | Date         | Vainqueur     | Deuxième         | Troisième     | Leader du classement général |
| -- | ------------------- | ------------ | ------------- | ---------------- | ------------- | ---------------------------- |
| 1. | Sarrians            | 14 juin      | Arthur Pilard | Izaac Kennedy    | Sylvain André | Arthur Pilard                |
| 2. | Sarrians            | 15 juin      | Sylvain André | Arthur Pilard    | Izaac Kennedy | Arthur Pilard                |
| 3. | Papendal            | 21 juin      | Rico Bearman  | Mitchel Schotman | Sylvain André | Sylvain André                |
| 4. | Papendal            | 22 juin      | Ross Cullen   | Cameron Wood     | Sylvain André | Sylvain André                |
| 5. | Santiago del Estero | 20 septembre |               |                  |               |                              |
| 6. | Santiago del Estero | 21 septembre |               |                  |               |                              |

### Classement général
| Pos | Coureur | Pays | Total |
| --- | ------- | ---- | ----- |

## Hommes espoirs

### Résultats
| #  | Lieu                | Date         | Vainqueur     | Deuxième            | Troisième      | Leader du classement général |
| -- | ------------------- | ------------ | ------------- | ------------------- | -------------- | ---------------------------- |
| 1. | Sarrians            | 14 juin      | Jason Noordam | Alexis Pieczanowsky | Jesse Asmus    | Jason Noordam                |
| 2. | Sarrians            | 15 juin      | Jason Noordam | Jesse Asmus         | Pierre Geisse  | Jason Noordam                |
| 3. | Papendal            | 21 juin      | Jason Noordam | Casper Pipers       | Mathis Jacquet | Jason Noordam                |
| 4. | Papendal            | 22 juin      | Joshua Jolly  | Jason Noordam       | Casper Pipers  | Jason Noordam                |
| 5. | Santiago del Estero | 20 septembre |               |                     |                |                              |
| 6. | Santiago del Estero | 21 septembre |               |                     |                |                              |

### Classement général
| Pos | Coureur | Pays | Total |
| --- | ------- | ---- | ----- |

## Femmes élites

### Résultats
| #  | Lieu                | Date         | Vainqueur      | Deuxième        | Troisième     | Leader du classement général |
| -- | ------------------- | ------------ | -------------- | --------------- | ------------- | ---------------------------- |
| 1. | Sarrians            | 14 juin      | Zoé Claessens  | Saya Sakakibara | Molly Simpson | Zoé Claessens                |
| 2. | Sarrians            | 15 juin      | Molly Simpson  | Beth Shriever   | Daleny Vaughn | Molly Simpson                |
| 3. | Papendal            | 21 juin      | Laura Smulders | Saya Sakakibara | Zoé Claessens | Saya Sakakibara              |
| 4. | Papendal            | 22 juin      | Beth Shriever  | Saya Sakakibara | Molly Simpson | Saya Sakakibara              |
| 5. | Santiago del Estero | 20 septembre |                |                 |               |                              |
| 6. | Santiago del Estero | 21 septembre |                |                 |               |                              |

### Classement général
| Pos | Coureuse | Pays | Total |
| --- | -------- | ---- | ----- |

## Femmes espoirs

### Résultats
| #  | Lieu                | Date         | Vainqueur        | Deuxième             | Troisième      | Leader du classement général |
| -- | ------------------- | ------------ | ---------------- | -------------------- | -------------- | ---------------------------- |
| 1. | Sarrians            | 14 juin      | Michelle Wissing | Marie Favrel         | Emily Hutt     | Michelle Wissing             |
| 2. | Sarrians            | 15 juin      | Michelle Wissing | Emily Hutt           | Lily Greenough | Michelle Wissing             |
| 3. | Papendal            | 21 juin      | Michelle Wissing | Renske van Santvoort | Lily Greenough | Michelle Wissing             |
| 4. | Papendal            | 22 juin      | Michelle Wissing | Renske van Santvoort | Domenica Mora  | Michelle Wissing             |
| 5. | Santiago del Estero | 20 septembre |                  |                      |                |                              |
| 6. | Santiago del Estero | 21 septembre |                  |                      |                |                              |

### Classement général
| Pos | Coureuse | Pays | Total |
| --- | -------- | ---- | ----- |